# Astrid Gruber
Astrid Josefina Cristancho Gruber (Caracas, 6 de junio de 1967), más conocida como Astrid Gruber, es una actriz de televisión y modelo venezolana. Participaría en el Miss Venezuela 1987, representando el estado Amazonas, pero se retiró.

## Vida personal
Fue pareja de Gabriel «el Chamo» Fernández, con quien tuvo dos hijas. Vive en Miami, Estados Unidos. Es madre de la también actriz Scarlet Gruber y hermana de la actriz y modelo Carolina Cristancho.
Actualmente se encuentra retirada. No ha estado en una telenovela desde 2002.

## Telenovelas
- 1990: Pasionaria
- 1990: Pobre diabla
- 1990: Emperatriz, Elena Lander Corona/Helen (Marte Televisión)
- 1992: La loba herida, Ámbar Castillo (Marte Televisión)
- 1992-1993: Piel, Octavia/Diana (Marte Televisión)
- 1993-1994: Sirena, Sirena Baltazar (Marte Televisión)
- 1995: Canela, Azucena Ruiz (Panamericana Televisión)
- 1997: Amor mío, Amada Briceño (protagonista)/Verónica Alcántara (villana principal), Venevisión
- 2001-2002: Secreto de amor, Vilma Altamirano Santana. † Villana principal (Venevisión)